# Isabelle Körner

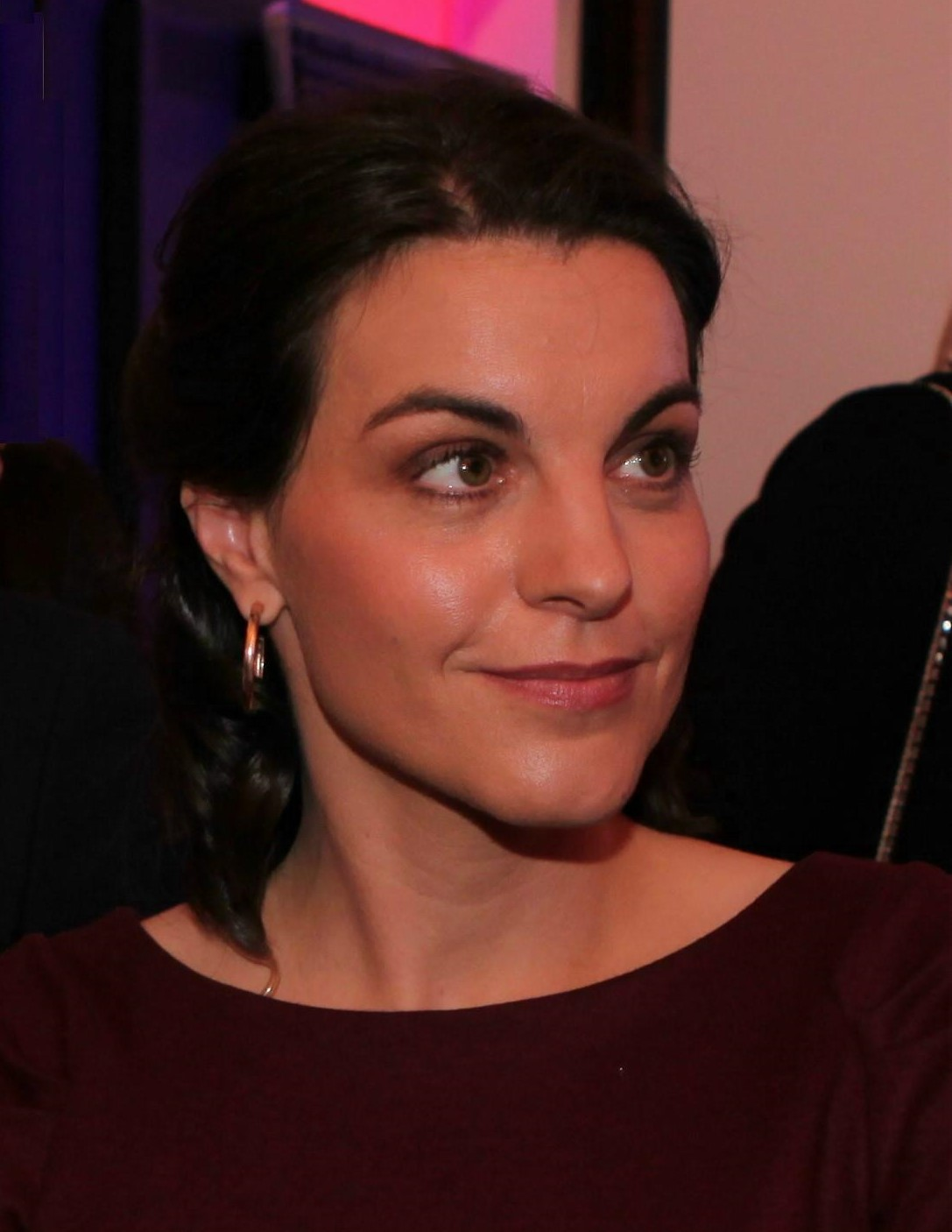
Isabelle Körner, 2016

Isabelle Körner (* 27. September 1975) ist eine deutsche Journalistin und Fernsehmoderatorin.

## Leben und Karriere
Nach dem Abitur studierte Körner Internationale Betriebswirtschaftslehre. Danach besuchte sie die Georg von Holtzbrinck-Schule für Wirtschaftsjournalisten in Düsseldorf.
Körner arbeitete für das Wirtschaftsmagazin Euro (bis 2004: Finanzen) und den Nachrichtensender N24. Für die Nachrichtenagentur Reuters war sie auch als Wirtschaftskorrespondentin für BBC World tätig.
Seit 2004 moderiert Körner die Nachrichten und die Telebörse beim Fernsehsender n-tv.
Von Oktober 2009 bis Mai 2019 moderierte sie neben Ilka Essmüller das RTL Nachtjournal.
Körner spricht neben ihrer Muttersprache auch fließend Englisch, Französisch und Spanisch und beherrscht die Gebärdensprache.